# Бланкенлох
Бланкенлох (нем. Blankenloch) — община в Германии, в земле Баден-Вюртемберг.
Подчиняется административному округу Карлсруэ. Входит в состав района Карлсруэ. Является одним из городских районов города Штутензее. Население составляет 5 070 человек (на 31 декабря 2010 года). 
Граничит на севере с тремя другими районами города Штутензее, Фридрихшталем, Шпёком и Штаффортом, на востоке с Вайнгартеном, на юге с городом Карлсруэ и на западе с Линкенхаймом-Хохштеттеном.

## История
Бланкенлох впервые  документально упоминался в 1337 году.  . Церковь впервые упоминается 1392 году. В 1689 году деревня была полностью разрушена  французскими войсками, которые послал французский король Людовик XIV во время войны за Пфальцское наследство. Уцелели от огня только церковь и так называемый Кернс-Макс-Хаус (Kerns-Max-Haus). Все остальные постройки были созданы вновь. В районе Blankenloch в 1749-1750 годах был построен замок Штутензее, название которого дали нынешнему городу.
Находится на правом берегу Рейна, в северном направлении от г. Карлсруэ. Образован 1 января 1975 года вместе с 3 соседними населенными пунктами Фридрихшталем (Friedrichstal), Шпёком (Spöck) и Штаффортом (Staffort), которые с 1 января 1998 года составляют большой районный центр Штутензее (Stutensee). Через Фридрихсталь протекает река Хеглах (Heglach).
Поселение было основано религиозными беженцами (гугенотами), бежавшими вследствие эдикта Фонтенбло из Северной Франции, а также из Бельгии и Швейцарии. Город существует с 1699 года на очищеных площадях посреди Хардтвальдского (Hardtwald) леса с помощью части сообщества Шпёк.
На новую родину были завезены семена табака и растущий опыт культивации табака был основой скромного благосостояния деревни и близлежащих общин Хардта. Сорт табака «Friedrichstaler» возделывался вплоть до 1950-х годов.

## Инфраструктура
Через населённый пункт проходят ветка региональных электричек сети Deutsche Bahn и северная ветка трамвая Карлсруэ — маршрут S2.

## Достопримечательности
- Kerns-Max-House
- Вид с церковной башни на северо-запад
- Католическая церковь в Бланкенлохе
- Здание старой школы
- Железнодорожный вокзал
- City Hall
- Бывший дом священника
- Hermannshäusle